# Barling (Arkansas)
Barling – miasto w Stanach Zjednoczonych, w stanie Arkansas, w hrabstwie Sebastian.